# Terrapin Station (Limited Edition)
Terrapin Station (Limited Edition) (manchmal auch Terrapin Limited) ist ein Live-Dreifachalbum der Band Grateful Dead.

## Geschichte
Die Songs des Albums wurden am 15. März 1990 in Capital Centre in Landover, Maryland, aufgenommen und mit dem eigenen Label Grateful Dead Records im September 1997 veröffentlicht.
Das Konzert war das zweite ihrer Tournee entlang der Ostküste der Vereinigten Staaten und fand an Phil Leshs 50. Geburtstag statt, der an diesem Abend den Bob-Dylan-Song Just Like Tom Thumb's Blues vom Album Highway 61 Revisited wiedergab. Auch wurde der von Brent Mydland geschriebene Song Easy to Love You erstmals seit 10 Jahren live aufgeführt. Ebenfalls ist auf dem Album eine seltene Beatlescoverversion von Revolution zu hören. Das letzte Mal wurde Revolution 5 Jahre zuvor gespielt.
Vom gleichnamigen Album Terrapin Station ist das namensgebende Lied Terrapin Station sowie Samson und Delilah enthalten. Vom zeitlichen Vorgängeralbum Built to Last fand nur der Song I Will Take You Home den Weg ins Liverepertoire. Vom zeitlichen Nachfolgeralbum Without a Net hingegen wurden die Songs Walkin' Blues, Althea, Cassidy und China Cat Sunflower verwendet. Der Unterschied liegt vor allem daran, dass Built to Last ein Studioalbum, Without a Net jedoch ein Livealbum ist, welches während der vorherigen Tournee aufgenommen wurde, und somit mehrere Lieder aus dem typischen Liverepertoire der Band enthält.
Während derselben Tournee wurde auch das Album Dozin’ at the Knick produziert.
Für Mydland sollte es die letzte Tournee sein. Er starb im Juli 1990 an einer Überdosis.
Für das Albumcover waren erneut die psychedelischen Künstler Alton Kelley und Stanley Mouse zuständig.

## Titelliste

### CD 1
1. Jack Straw (Hunter, Weir) – 6:19
2. Sugaree (Hunter, Garcia) – 11:14
3. Easy to Love You (Barlow, Mydland) – 6:32
4. Walkin’ Blues (Robert Johnson) – 6:12
5. Althea (Hunter, Garcia) – 8:32
6. Just Like Tom Thumb's Blues (Bob Dylan) – 6:57
7. Tennessee Jed (Hunter, Garcia) – 9:17
8. Cassidy (Barlow, Weir) – 6:12
9. Don’t Ease Me In (traditionelles Lied) – 6:02

### CD 2
1. China Cat Sunflower (Hunter, Garcia) – 6:27
2. I Know You Rider (traditionelles Lied) – 6:50
3. Samson and Delilah (traditional) – 7:07
4. Lady with a Fan / Terrapin Station (Hunter, Garcia) – 14:23
5. Mock Turtle Jam (Grateful Dead) – 8:23
6. Drums (Hart, Kreutzmann) – 6:16

### CD 3
1. And (Bob Barlove, Hart, Kreutzmann) – 3:43
2. Space (Garcia, Lesh, Mydland, Weir) – 10:06
3. I Will Take You Home (Mydland) – 4:20
4. Wharf Rat (Hunter, Garcia) – 10:59
5. Throwing Stones (Barlow, Weir) – 8:59
6. Not Fade Away (Buddy Holly, Norman Petty) – 9:21
7. Revolution (John Lennon, Paul McCartney) – 5:07